# Barbuise
Barbuise é uma comuna francesa na região administrativa de Grande Leste, no departamento de Aube. Estende-se por uma área de 18,09 km². Em 2010 a comuna tinha 475 habitantes (densidade: 26,3 hab./km²).